# Braulion z Saragossy
Braulion z Saragossy (ur. w 590, zm. 651 w Saragossie) – święty Kościoła katolickiego, biskup, pisarz łaciński, uczeń Izydora z Sewilli, odnowiciel dyscypliny kościelnej w Hiszpanii.

## Życiorys
Był synem biskupa Osmy Grzegorza, jeden z jego braci Frunimianus pełnił obowiązki opata w Rioja, siostra Pomponia była ksienią, a sam został następcą brata Jana w Saragossie. Kształcił się w saragoskim klasztorze Osiemnastu Męczenników. W wieku trzydziestu lat został duchownym w Sewilli za sprawą późniejszego świętego, arcybiskupa Izydora. Do Saragossy powrócił około 619 r. na wieść o sakrze brata Jana. Za namową Izydora i pod jego kuratelą prowadził działalność pisarską, a po jego śmierci stał się, w episkopacie autorytetem. Dzięki swojej głębokiej wiedzy i zacięciu bibliofilskiemu odgrywał rosnącą rolę w czasie kolejnych synodów w Toledo (633, 636 i 638r.). Obok redakcji dokumentów VI synodu, zasłynął z obrony biskupów w liście do papieża Honoriusza I. Stopniowo tracił wzrok, a ascetyczny tryb życia spowodował osłabienie i w konsekwencji śmierć.
W latach 631-651 był biskupem Saragossy. Pozostawił Żywot świętego Emiliana i 44 Listy, będące ważnym źródłem dla badań nad historią Hiszpanii za panowania Wizygotów. Braulio z Saragossy najprawdopodobniej zredagował wyznanie wiary dla przyjmujących chrzest Żydów (Confessio Iudaeorum civitatis Toletanae). Był autorem hymnów i poematów, oraz dzieł hagiograficznych.
Dzieła Brauliusza dowodzą jego znajomości pism Ojców Kościoła i chrystocentryzm. Spisane przez niego elementy duchowości umożliwiły wyróżnienie czterech stopni życia wewnętrznego. W efekcie Bojaźni Bożej - nawrócenie to etap pierwszy. Z kolei następuje naśladownictwo Jezusa Chrystusa, a dalej nadzieja na przyszłą nagrodę. Czwartym stopniem jest rosnąca dojrzałość i miłość miłosierna w aspekcie łaski i kontemplacji.
Postać Brauliusza otoczona została kultem na przełomie XIII i XIV wieku.
Atrybutem świętego jest pastorał. Brauliusz z Saragossy jest patronem Saragossy.
W Kościele katolickim wspomnienie liturgiczne obchodzone jest w dies natalis (18 marca).